# Potentialisation
Dans le domaine de la toxicologie, de l'écotoxicologie, de la pharmacologie et des allergies, et de l'étude des effets des faibles doses, la notion de potentialisation, de sensibilisation ou de co-sensibilisation désigne des situations où un agent (produit chimique, froid, chaud, lumière, rayonnement UV, X, radioactivité, etc.) va augmenter le caractère actif, efficace, allergène ou toxique d'un produit.
Un agent sensibilisant est une substance qui par exposition (radiation, contact, ingestion, inhalation) entraîne une hypersensibilité de la peau, de l'œil ou des voies respiratoires ou digestives ; cet agent peut être naturel ou non (produit chimique de synthèse) ; il peut par exemple s'agir d'un colorant, biocide, catalyseur, médicament composant d'une pommade (tétracyclines), et parfois la simple lumière du soleil (photosensibilisation). Quand plusieurs agents sensibilisants provoquent synergiquement ou non la sensibilisation, on parle de co-sensibilisation.

## Enjeux scientifiques et médicaux
Cet état (la potentialisation) ou ses effets différés (souvent contre-intuitifs) peuvent considérablement compliquer certains diagnostics médicaux ainsi que l'évaluation toxicologique et écotoxicologique en général.
En effet, en présence d'un sensibilisant ou après exposition d'une cellule particulière ou d'un organisme entier à un sensibilisant, une dose normalement considérée comme dose sans effet toxique observable ou même sans effet observable (dite NOEL, de l'anglais no observed effect level), c'est-à-dire la dose la plus élevée d’une substance qui est jugée ne pas provoquer de modifications distinctes de celles observées chez les animaux contrôle en laboratoire.
Un potentialisant peut rendre un individu anormalement sensible à une hormone ou molécule normalement produite par son propre organisme (ex. : sensibilisation à l'adrénaline par la 5-hydroxytryptamine) et une sensibilisation peut aggraver les effets de l'exposition à un toxique (mercure par exemple).
Certains sensibilisants ingérés par la femme enceinte peuvent être actifs in utéro et induire une sensibilisation prénatale,, dans le cas de certaines allergies notamment.
Paradoxalement, un produit sensibilisant négativement pour un paramètre de santé, peut avoir un effet général positif (à la manière d'un vaccin). Ainsi, selon une étude publiée en 2013 et ayant porté sur 298 enfants, l'exposition au lait de ferme d'une future mère (exposition prénatale) et/ou du jeune enfant (exposition post-natale) est source d'une réaction immunitaire de l'embryon ou du jeune enfant, mais avec un effet général protecteur contre les allergies et en particulier contre l'asthme.
On a montré que les sels de chrome, mais aussi le cobalt, sont des sensibilisants pouvant au moins en partie expliquer les allergies eczémateuses « déclenchées » par le ciment.
L'exposition alimentaire à une molécule semble pouvoir dans certains cas induire une sensibilisation pulmonaire (ex. : sensibilisation respiratoire à des protéines aviaires liée à une allergie à l'œuf).

## Typologies
On peut distinguer des sensibilisations qui agissent :
- par inhalation ;
- par ingestion ;
- par contact d'un topique ou autre produit sensibilisant avec la peau[12] ;
- par exposition à la lumière UV ou à la lumière.

Certains sensibilisants répondent à plusieurs de ces critères de description.